# Cheick Oumar Sissoko
Cheick Oumar Sissoko (San, 1945) is een Malinees filmregisseur en politicus.

## Biografie

### Cinematografie
Sissoko studeerde in Parijs en behaalde daar een mastergraad (diplôme d'études approfondies) in Afrikaanse geschiedenis en sociologie en een diploma in geschiedenis en cinema aan de École des hautes études en sciences sociales. Hierna volgde hij studie in cinematografie aan de École nationale supérieure Louis-Lumière.
Bij terugkeer in Mali nam hij regiewerk op zich bij het Centre National de la Production Cinématographique (CNPC) en regisseerde hij Sécheresse et Exode rural.
In 1995 regisseerde hij Guimba, un tyrant, une époque, een film waarmee hij juryprijzen won op het internationaal filmfestival van Locarno en een Etalon de Yennenga op het Panafrikaans Festival van Ouagadougou voor Film en Televisie (FESPACO) in Ouagadougou. In 1999 won hij opnieuw een Etalon de Yennenga, ditmaal voor de film La Genèse met Fatoumata Diawara in de hoofdrol. Met zijn film Battù, die gebaseerd is op de roman van Aminata Sow Fall, won hij op het FESPACO van 2001 de RFI-prijs voor Cinema.
Hij zette een productiebedrijf op met de naam Kora Film.

### Politieke carrière
Sissoko richtte in 1996 samen met Oumar Mariko de politieke partij Afrikaanse Solidariteit voor Democratie en Onafhankelijkheid (Solidarité Africaine pour la Démocratie et l'Indépendance, SADI) op.
Sissoko werd voorzitter van de partij en werd op 16 oktober 2002 benoemd als minister van cultuur in de regering van premier Ahmed Mohamed ag Hamani. Deze functie behield hij bij de regeringswissel op 2 mei 2004, nadat premier Issoufi Ousmane Maïga aantrad. Bij het aantreden van de nieuwe regering van 2007 had hij geen ministerspost meer.

## Filmografie
- 1982 - L'Ecole malienne
- 1983 - Les Audiothèques rurales
- 1984 - Sécheresse et exode rural
- 1986 - Nyamanton, la leçon des ordures
- 1990 - Finzan
- 1992 - Etre jeune à Bamako
- 1992 - L'Afrique bouge
- 1993 - Problématique de la malnutrition
- 1995 - Guimba, un tyrant, une époque
- 1999 - La Genèse
- 2000 - Battù
- 2001 - Scenarios from the Sahel